# Yttre Torgrund
Yttre Torgrund est une île du nord Kvarken à Vaasa en Finlande,.

## Géographie
L'île est située à environ 15 kilomètres à l'ouest de Vaasa. 
La superficie de l'île est de 85,6 hectares et sa longueur maximale est de 1,6 kilomètre dans la direction Sud-ouest-Nord-est.